# Flibustier
Als Flibustier oder Filibuster (dt. Freibeuter) werden im engen Sinne die Kaperfahrer bezeichnet, die im Goldenen Zeitalter der Piraterie im 17. bis Anfang des 18. Jahrhunderts in der Karibik im Auftrag Frankreichs agierten. Die dort gleichzeitig in englischen Diensten agierenden Kaperfahrer werden als Bukanier bezeichnet. Kaperfahrer sind von Piraten zu unterscheiden, da sie zu ihren Gewaltakten von einer Regierung beauftragt wurden. Bekannte Flibustier waren unter anderem Michel d’Artigue, Sieur de Bournano, Jean Bart, Jean du Casse, Alexandre Exquemelin, Laurens de Graff, Pierre le Grand, Sieur de Grammont, Jean-David Nau, François le Sage und Jean Gaspard de Vence.
Die Begriffe Flibustier und Bukanier werden bisweilen für Freibeuter im Allgemeinen verwendet.

## Etymologie
Das französische Wort flibustier ist eine Umwandlung des gleichsprachigen Wortes fribustier, bei dem es sich um eine direkte oder über das englische Wort freebooter indirekte Ableitung aus dem niederländischen Wort vrijbuiter handelt, aus dem auch das deutsche Wort Freibeuter abgeleitet ist. Als freebooter bzw. vrijbuiter wird ein Soldat bezeichnet, der anstatt eines regelmäßigen Solds für Beute (eng. booty; ndl. buit) dient. Unklar ist, ob die Umwandlung zu flibustier durch das niederländische Wort vlieboot beeinflusst wurde (Bezeichnung für kleine Segelschiffe mit geringem Tiefgang, ursprünglich vor Vlieland im Einsatz), entweder direkt – oder indirekt über das spanische Wort filibote oder das englische Wort flyboat.
Bei filibuster handelt es sich um die englische Wortform (möglicherweise indirekt abgeleitet über das spanische Wort filibustero). Filibuster bezeichnete ab 1851 US-amerikanische Söldner und Abenteurer, die Mitte des 19. Jahrhunderts in einer Reihe von Ländern Lateinamerikas einfielen, um dort durch Revolutionen und Raubzüge zu Macht und Reichtum zu gelangen. Der Begriff bezeichnet heutzutage außerdem eine politische Taktik, durch Marathonreden Parlamentsbeschlüsse zu blockieren, siehe Filibuster.